# Psalm 108

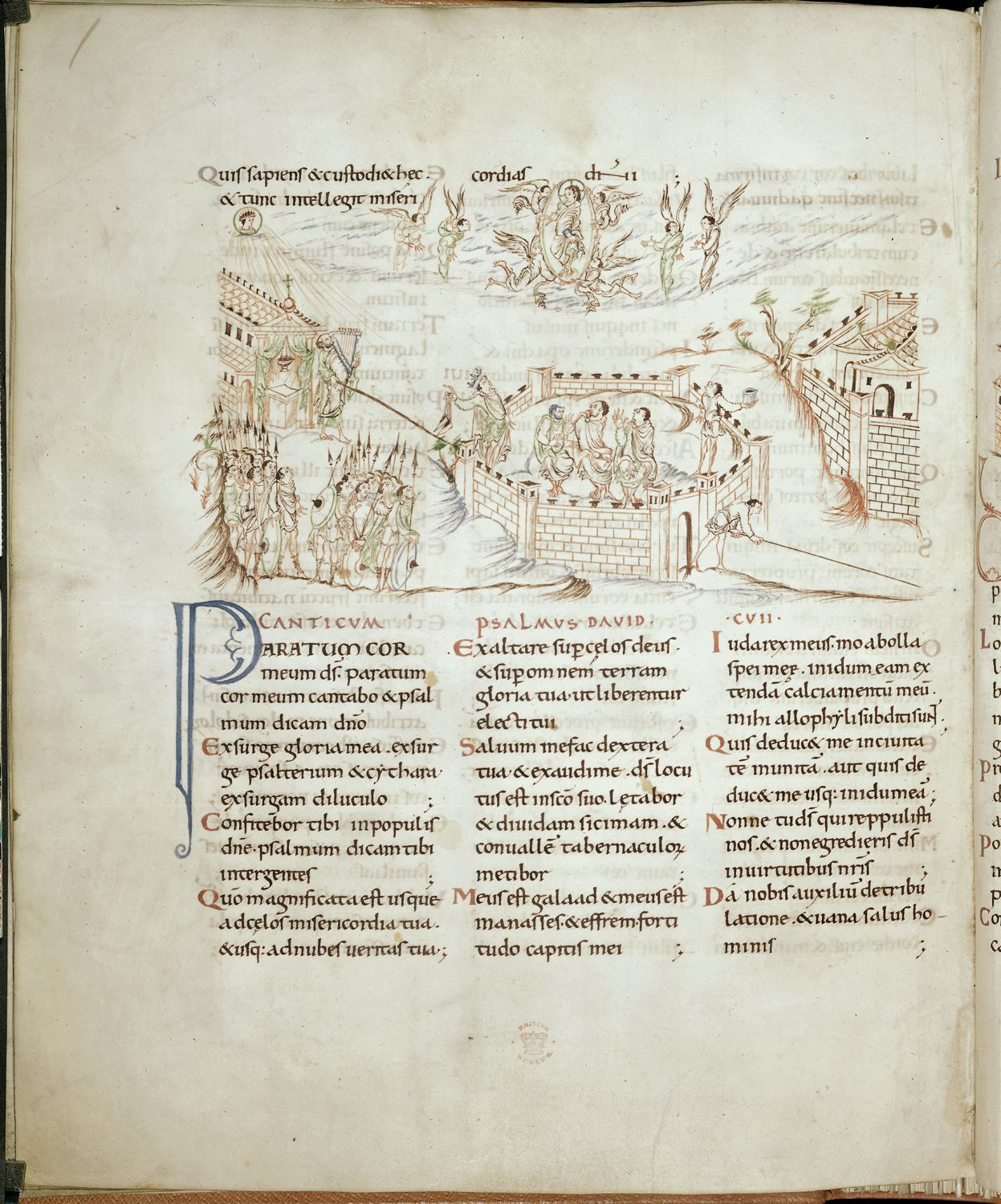
Psalm 108 in einem lateinischen Psalter aus dem 11. Jahrhundert

Der 108. Psalm ist in der Bibel ein Psalm Davids aus dem fünften Buch des Psalters.

## Aufbau und Einordnung
Der Psalm ist ein Loblied Gottes, in dem die Zuversicht auf Errettung, auch in Kriegsnot, zum Ausdruck kommt. Er führt Teile zweier Psalmen zusammen. Die Verse 2 bis 6 entsprechen weitgehend Psalm 57,8–12 , während die Verse 7 bis 14, abgesehen von einigen kleineren Unterschieden, Psalm 60,7–14  entsprechen.
Nach der griechischen Zählung, die neben der Septuaginta auch von der Vulgata verwendet wird, trägt der Psalm die Nummer 107.

## Rezeption
Das Kirchenlied Ich will dir danken, Herr von Paul Ernst Ruppel aus dem Jahr 1964 basiert auf den Versen 4 bis 6 des 108. Psalms.
Im Kirchenlied Herr unser Gott, lass nicht zuschanden werden von 1630 (EG 247) greift Johann Heermann die Verse 13f. auf.